# Sikorsky CH-53 Sea Stallion
CH-53 Sea Stallion (Sikorsky S-65) — американское семейство тяжелых транспортных вертолетов, разработанное и построенное американским производителем Sikorsky Aircraft. Первоначально Sea Stallion был разработан в ответ на запрос Управления военно-морского вооружения ВМС США, сделанный в марте 1962 года, на замену вертолетов Sikorsky CH-37 Mojave, находящихся на вооружении Корпуса морской пехоты США (USMC).
Изначально заказчиком для вертолета были заданы следующие характеристики: с нормальной взлетной массой 15200 кг и полезной нагрузкой 3700 кг он должен был иметь максимальную скорость 315 км/ч, дальность полета 400 км и статический потолок 1460 м. Вертолет должен иметь возможность базироваться на авианосцах, а также обладать возможностью садиться на воду.
В июле 1962 года было выбрано предложение Sikorsky, которое по сути представляло собой увеличенный вариант вертолёта Sikorsky S-61R, оснащенный двумя турбовальными двигателями General Electric T64 и динамической системой «вертолёт-груз» взятой от вертолётов Sikorsky S-64 Skycrane и Sikorsky CH-54 Tarhe. 14 октября 1964 года прототип под обозначением YCH-53A совершил свой первый полет. Первые поставки серийных CH-53 в действующие части начались 12 сентября 1966 года. Первое боевое применение этого вертолёта произошло в следующем году, когда он был переброшен на вьетнамский театр военных действий. CH-53 быстро доказал свою ценность для перевозки тяжелых грузов, особенно при восстановлении поврежденных самолетов.
Фирмой производителем сразу же было представлено несколько вариантов этого вертолёта. Для Военно-воздушных сил США был представлен вариант HH-53 «Super Jolly Green Giant», сконфигурированный для специальных операций и боевых поисково-спасательных операций (CSAR), во второй половине войны во Вьетнаме. Большинство из них впоследствии были переоборудованы в версию MH-53 Pave Low. Визуально похожий на базовый вариант, CH-53E Super Stallion представляет собой улучшенную версию первоначального варианта с большей грузоподъемностью, получившую от Sikorsky обозначение S-80E, его третий двигатель делает его более мощным, чем Sea Stallion, и, таким образом, постепенно вытесняет его в качестве транспорта для перевозки тяжелых грузов. Кроме того, многие CH-53 ранней постройки были переоборудованы более мощными двигателями, в то время как другие были переконфигурированы для различных задач, таких как полеты президента США, обучение пилотов и операции по противоминному противодействию с воздуха.
Было заключено несколько экспортных сделок на поставку CH-53, в результате чего появилось несколько международных операторов этого типа. Среди них были Германия и Израиль. С участием этого вертолёта было предпринято несколько необычных или громких операций, таких как захват и транспортировка советской современной радиолокационной системы в Израиль в рамках операции «Тарнеголь 53» в 1969 году и захват Ираном пяти американских CH-53 в результате операции «Орлиный коготь» в 1980 году. Различные операторы использовали свои CH-53 во время международных миссий, часто под эгидой НАТО или Организации Объединенных Наций, например, в Косово с KFOR, IFOR в Боснии и Герцеговине и миссия в Афганистане в составе Международных сил содействия безопасности. В то время как некоторые операторы решили сохранить этот тип в XXI веке, многие другие решили дополнить или отказаться от своих Sea Stallion в пользу других вертолётов, например, таких как более мощный CH-53E Super Stallion. CH-53 остается на вооружении немецких и израильских вооруженных сил и является одним из крупнейших военных вертолетов, находящихся на вооружении этих стран. Германия планирует заменить свой парк этих машин в 2020-х годах последней версией двухвинтового вертолета CH-47 Chinook. Последняя версия CH-53, модель K - King Stallion, находится в производстве с 2020-х годов и поступит на вооружение Корпуса морской пехоты США. Он заменяет Super Stallion, который сам по себе является модернизированной версией Sea Stallion. Сильно модернизированные версии CH-53 Jolly Green Giant и Pave Low были сняты с вооружения к 2008 году и использовались ВВС США для боевых поисково-спасательных операций. В целом, вертолёт CH-53 был заменен во многих областях применения конвертопланом V-22 Osprey на вооружении различных родов войск США.

## Разработка и производство

### Первоначальная разработка

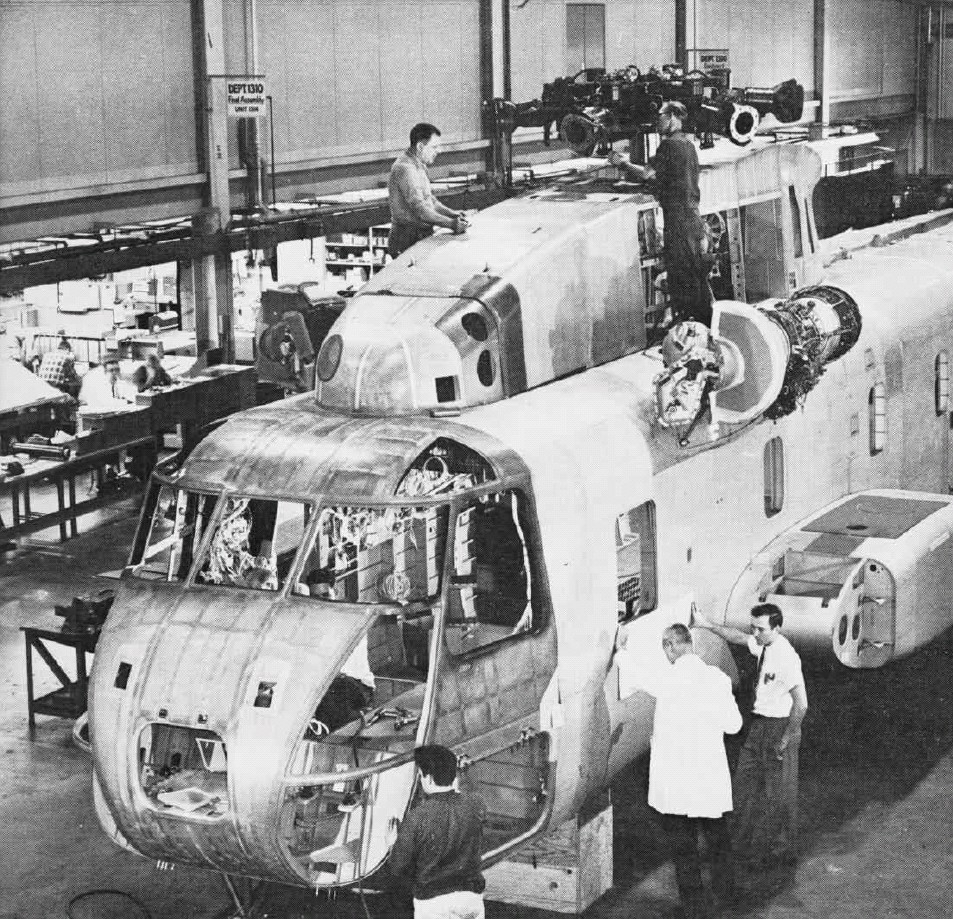
Сборка первого YCH-53A Sea Stallion на заводе в Стратфорд, Коннектикут в 1964 году

В 1960 году Корпус морской пехоты США начал искать замену своим вертолетам с поршневым двигателем Sikorsky CH-37 Mojave. Начиная с 27 января 1961 года морская пехота США начала работать с армией, флотом и военно-воздушными силами США над «транспортом вертикального взлета и посадки для трех видов войск», который в конечном итоге стал называться LTV XC-142 и являлся транспортным самолётом вертикального взлёта и посадки с поворотным крылом. Конструкция этого летательного аппарата оказалась слишком сложной, а сама программа затянулась, в результате чего Командование Морской пехоты США отказалось от участия, когда они решили, что не получат работающую машину в удовлетворительные сроки. В частности, были опасения, что высокий уровень нисходящего потока воздуха, создаваемого XC-142A, сделает операции с кораблей непрактичными. В конце концов, XC-142A, хотя и был очень инновационной и мощной машиной, так и не поступил в серийное производство.
В марте 1962 года Бюро военно-морского вооружения ВМС США, действуя от имени Морской пехоты США, опубликовало запрос на «Экспериментальный тяжелый вертолет / HH(X)». Спецификация предписывала грузоподъемность 3600 кг с боевым радиусом 190 км, при скорости 280 км/ч. Также было указано, что он должен обладать более высокой максимальной скоростью и большей грузоподъемностью, чем существующие вертолеты, а также иметь меньший вес пустого вертолёта, чем все предыдущие конструкции. HH(X) должен был использоваться в качестве транспорта для работы в условиях ведения боевых действий, перевозки запасных частей авиационной техники, перевозки личного состава и медицинской эвакуации. В роли штурмового транспорта он должен был использоваться в основном для перевозки тяжелой техники, а не личного состава.
В ответ компания Boeing Vertol предложила модифицированную версию вертолёта CH-47 Chinook, Kaman Aircraft предложила разработанный совместно с британской фирмой Fairey Aviation винтокрылый летательный аппарат Fairey Rotodyne. А компания Sikorsky предложила увеличенную версию S-61R с двумя турбовальными двигателями General Electric T64 и динамической системой «вертолёт-груз», получившую обозначение S-65. Предложение Kaman быстро было свёрнуто, когда британское правительство отказалось от поддержки программы Rotodyne. Конкуренция между Boeing Vertol и Sikorsky была острой, причем Chinook имел преимущество, поскольку его приобретала армия США. В июле 1962 года было объявлено, что проект Sikorsky Aircraft был выбран победителем по различным соображениям, включая стоимость программы, технические решения и производственные возможности. Однако контракт не был заключен сразу из-за бюджетных ограничений.

Министр обороны США в 1961 - 1968 годах Роберт С. Макнамара, первоначально выступавший против программы S-65

Первоначально Морская пехота США планировала закупить четыре прототипа для проведения испытаний. Однако в свете нехватки финансирования компания Sikorsky, решившая сохранить сделку, снизила оценку затрат на разработку программы, предложив, чтобы разработка могла бы осуществляться только с двумя прототипами. Военные чиновники в целом положительно восприняли предложенное компанией сокращение общих затрат на разработку, и уже в сентябре 1962 года компания Sikorsky Aircraft заключила контракт на сумму 9 965 635 долларов (~ 76,9 миллиона долларов в пересчете на 2023 год) на производство пары прототипов YCH-53A, а также полноразмерного макета и планера вертолёта для проведения наземных испытаний.
Программа разработки и испытаний проходила не совсем гладко из-за нехватки инженерных ресурсов, а также различных сбоев у субподрядчиков программы, но постепенно эти проблемы были преодолены. Против программы также высказывался министр обороны США Роберт С. Макнамара, который продвигал концепцию «общности», которая подразумевала единый транспортный вертолёт для всех родов войск, и соответственно, принятие на вооружение вертолёта CH-47 Chinook, который к тому времени уже был на вооружении Армии США. Однако Командованию морской пехоты США удалось убедить Макнамару и его помощников в том, что «Чинук» не сможет удовлетворить их требованиям без внесения в конструкцию многочисленных дорогостоящих изменений.
Первый  произведенный  прототип YCH-53A совершил свой первый полет с лётного поля завода Sikorsky Aircraft в Стратфорде, штат Коннектикут 14 октября 1964 года, примерно на четыре месяца позже намеченного графика. В предыдущем месяце морская пехота США уже заключила первоначальный контракт на производство 16 вертолетов. Летные испытания прошли более гладко, чем ожидалось, что помогло наверстать время, потерянное на разработку; 19 ноября 1964 года этот тип был официально представлен широкой публике. Примерно в это же время он получил военное обозначение и название CH-53A Sea Stallion. 12 сентября 1966 года произошли первые поставки CH-53 в оперативную часть.

### Дальнейшее развитие

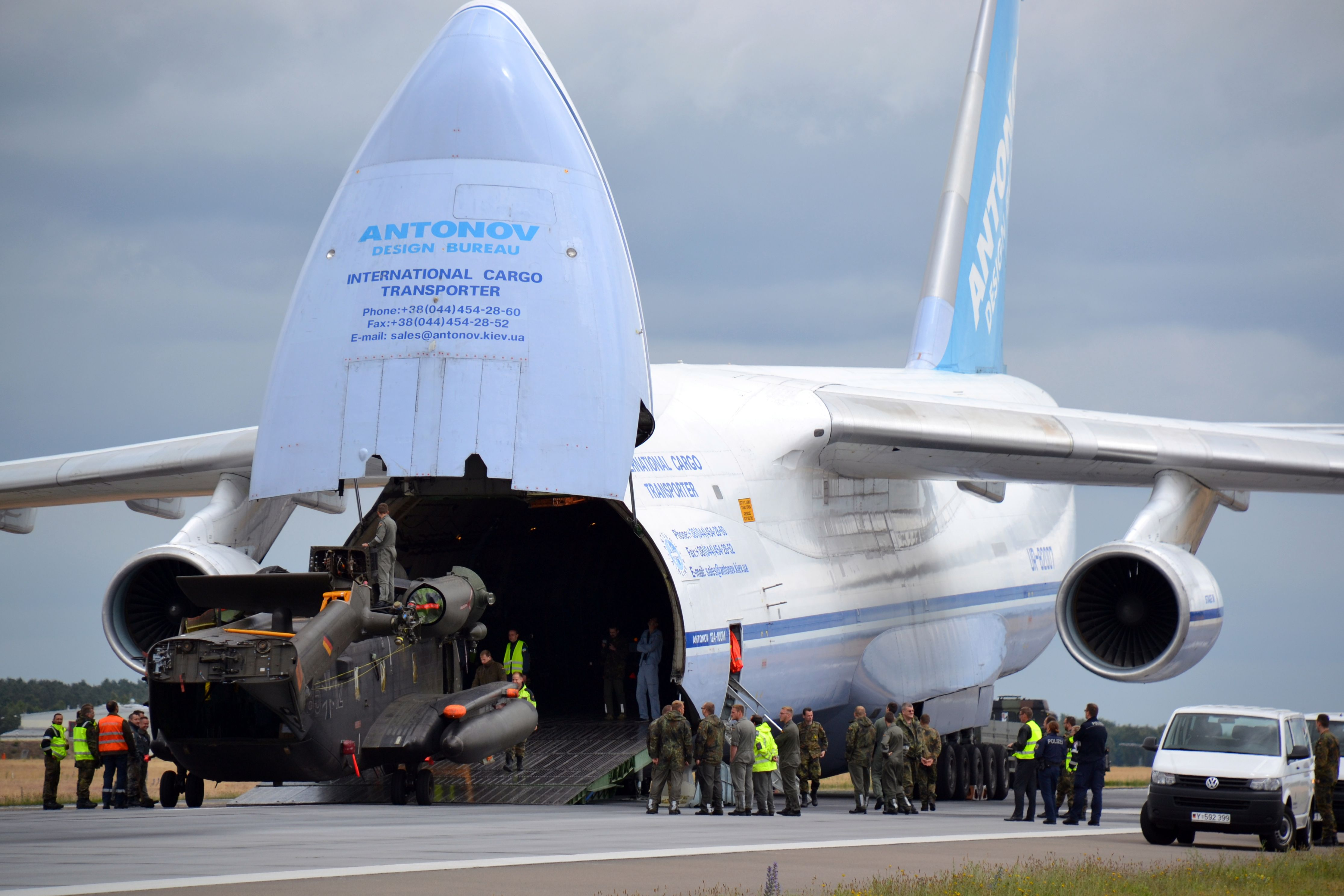
Погрузка вертолёта CH-53 на борт тяжелого транспортного самолета Ан-124

CH-53A прибыл во Вьетнам в январе 1967 года и оказался полезным, в конечном итоге перевезя даже больше сбитых самолетов, чем CH-54. Всего было построено 141 единиц CH-53A, включая два прототипа. В 1971 году ВМС США приобрели у морской пехоты США 15 вертолётов CH-53A для противоминной борьбы с воздуха. Вертолеты имели более мощные турбовальные двигатели Т64-GE-413 и получили обозначение RH-53A.
ВВС США заказали HH-53B в сентябре 1966 года, а первый полет он совершил 15 марта 1967 года. На вертолеты добавили штангу для дозаправки в воздухе, сбрасываемые топливные баки и спасательный подъемник. На нем также были установлены модернизированные двигатели T64-GE-3. ВВС использовали HH-53B для поисково-спасательных операций, осуществляемых в боевых условиях. HH-53C представлял собой улучшенный вариант поисково-спасательного HH-53B с меньшим топливным баком на 1700 литров в обмен на улучшенное бронирование и модернизированные системы связи. CH-53C был с предыдущим вариантом, за исключением отсутствия заправочного зонда. Он использовался Военно-воздушными силами США для более общих транспортных работ.
Перевозка тяжелых грузов в условиях тропического климата потребовала повышенной мощности двигателей, поэтому Морская пехота США решила приобрести улучшенный вариант CH-53D с форсированными двигателями: первоначально T64-GE-412, а затем T64-GE-413. CH-53D также имел модернизированную трансмиссию для более мощных двигателей и переработанный интерьер, позволяющий перевозить до 55 военнослужащих.
Первый полет вертолёта в версии CH-53D состоялся 27 января 1969 года. CH-53D служил вместе с CH-53A до конца войны во Вьетнаме. Версия VIP-транспорта, получившая обозначение VH-53D, с роскошным интерьером и дополнительными средствами связи, использовалась морской пехотой США для перевозки Президента США в рабочих поездках. ВМС США также приобрели вертолеты на базе CH-53D для траления мин. Они получили обозначение RH-53D и несли с собой минно-тральное оборудование, в том числе пару пулеметов M2 Browning калибра 0,50 BMG (12,7 мм) для отстрела мин с их последующим подрывом. Начиная с 1973 года Флот получил 30 единиц RH-53D. После того, как RH-53D поступили на вооружение, RH-53A были возвращены морской пехоте США и восстановлены до конфигурации CH-53A.
В 1980-х годах парк CH-53 «Ясур» ВВС Израиля был модернизирован компаниями Israel Aircraft Industries и Elbit Systems. Модернизация, завершившаяся только в 1997 году, заключалась в улучшении авионики вертолёта, повышении надежности в эксплуатации и продлении срока службы CH-53 как минимум на два десятилетия.
В 1989 году некоторые из снятых с вооружения Морской пехоты США CH-53A были переданы ВВС США для обучения пилотов, при этом эти вертолеты были переименованы в TH-53A. С TH-53A сняли большую часть боевого оборудования и покрасили в камуфляжные цвета ВВС США.

## Конструкция

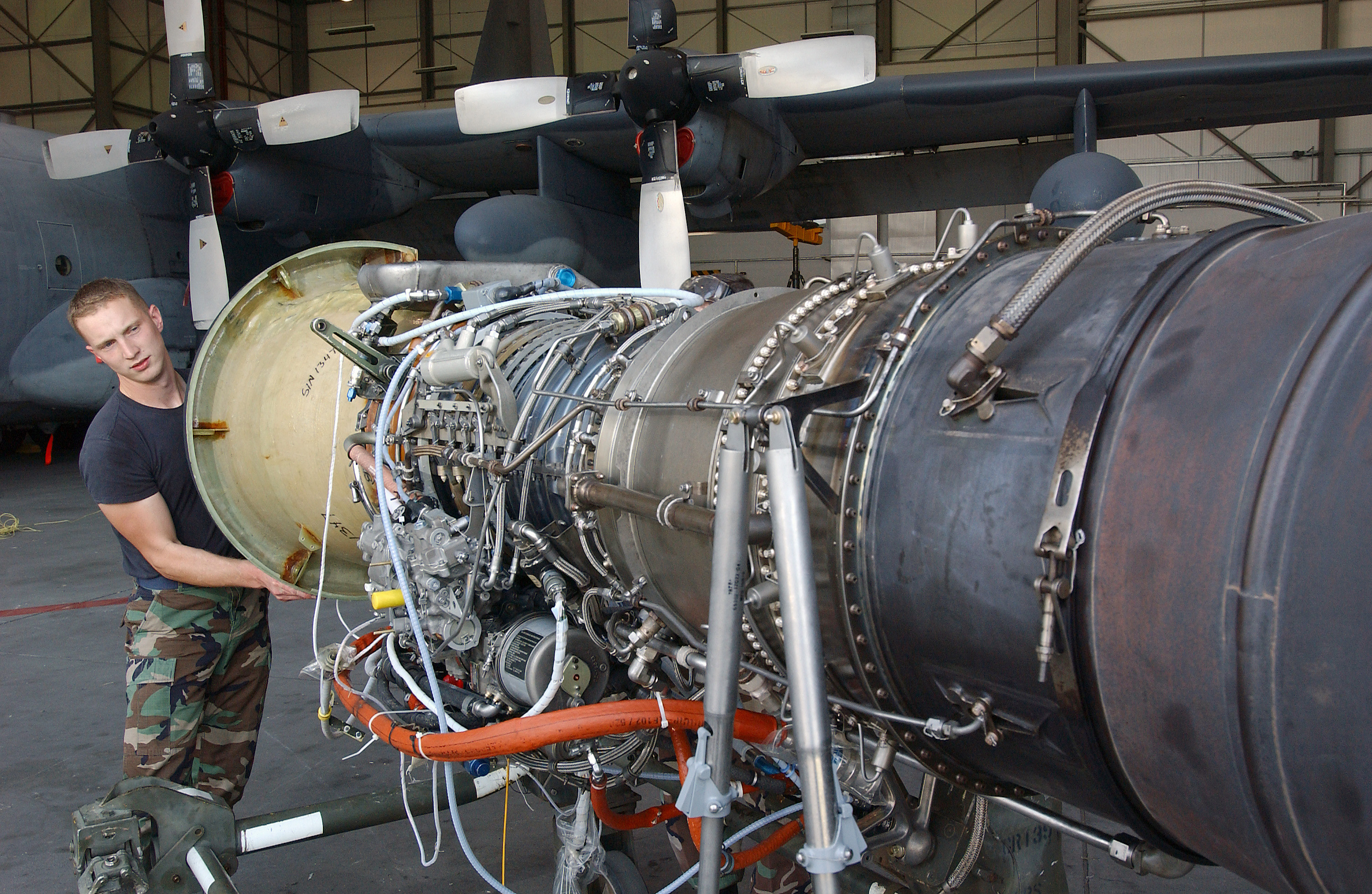
Один из двигателей General Electric T64, который устанавливался на Sea Stallion.

Sikorsky CH-53 Sea Stallion — тяжелый военно-транспортный вертолет. Экипаж вертолёта состоит из четырех человек: пилот, второй пилот, командир экипажа и воздушный наблюдатель. Фюзеляж цельнометаллический, типа полумонокок. Нижняя часть фюзеляжа герметизирована для обеспечения посадки на воду. Боковые обтекатели обеспечивают дополнительную плавучесть и увеличивают поперечную остойчивость вертолета в воде. Кабина экипажа трехместная, с расположенными рядом сиденьями летчиков. Предусмотрена установка бронирования для защиты экипажа и основных агрегатов. В грузовой кабине размерами 3.14х2.23х1.38 метров пол рассчитан на нагрузку 1460 кг/м. В кабине размещается в десантном варианте 38 десантников с вооружением, в санитарном варианте - 24 раненых на носилках и 4 санитара. Вделанные в пол крепежные кольца рассчитаны на усилия 2270, 4535 и 3070кг. Погрузочная рампа с гидравлическим приводом рассчитана на нагрузку 1360кг. В кабине имеются две электрические грузовые лебедки с дистанционным управлением грузоподъемностью по 900кг и буксировочная - грузоподъемностью 3175кг с системой управления скоростью подъема груза. В задней части кабины расположена штанга для буксировки трала. Штанга рассчитана на нагрузку до 3070кг. Доступ в основную кабину осуществляется через большую раздвижную дверь на правой стороне фюзеляжа за кабиной, а также через погрузочную рампу. CH-53A был спроектирован таким образом, чтобы его полезная грузоподъемность (в пересчете на вес) составляла почти половину веса пустого винтокрылого аппарата.
Несущий винт шестилопастный, с шарнирным креплением лопастей, имеет совмещенные вертикальные и горизонтальные шарниры, снабжен гидравлической системой складывания лопастей для экономии места при нахождении на борту кораблей. Требования относительно высокой скорости, выдвигаемые Морской пехотой США, были основным фактором, определившим динамичную конструкцию вертолёта. Ступица втулки выполнена из титанового сплава. Лопасти цельнометаллические, из алюминиевого сплава, прямоугольной формы в плане. Хорда лопасти 0.66м, окружная скорость концов лопастей составляет 203м/с. Рулевой винт четырехлопастный, диаметром 4.88м, с шарнирным креплением лопастей. Концевая часть хвостовой балки, на которой установлен рулевой винт, складывающаяся. В конструкции рулевого винта использованы также использованы титановые сплавы. И экипаж, и жизненно важные системы вертолёта защищены броней во всех ключевых областях. Все топливо размещается в спонсонах по обе стороны фюзеляжа. CH-53A обычно оснащался парой пулеметов M60 стандартного калибра НАТО 7,62×51 мм, направленных по бокам фюзеляжа.
Воздухозаборники боковые, снабжены пылезащитными устройствами. Боковые панели гондол двигателей откидываются на шарнирах, образуя платформы для обслуживания. Валы двигателей выходят под углом к центральному редуктору и отсеку вспомогательных агрегатов. Первоначально CH-53 оснащался парой турбовальных двигателей General Electric T64-6, каждый из которых обеспечивал мощность до 2850 лошадиных сил на валу (2130 кВт). Эти двигатели располагались в верхней части фюзеляжа в отдельных гондолах. На более поздние версии вертолёта устанавливались модернизированные двигатели Т64-1, способные развивать мощность до 3080 л.с. (2300 кВт) каждый, и Т64-16, мощность которых составляла до 3485 л.с. (2599 кВт) у каждой силовой установки. Модель HH-53B оснащалась двигателями Т64-3 мощностью до 3080 л.с. (2300 кВт).

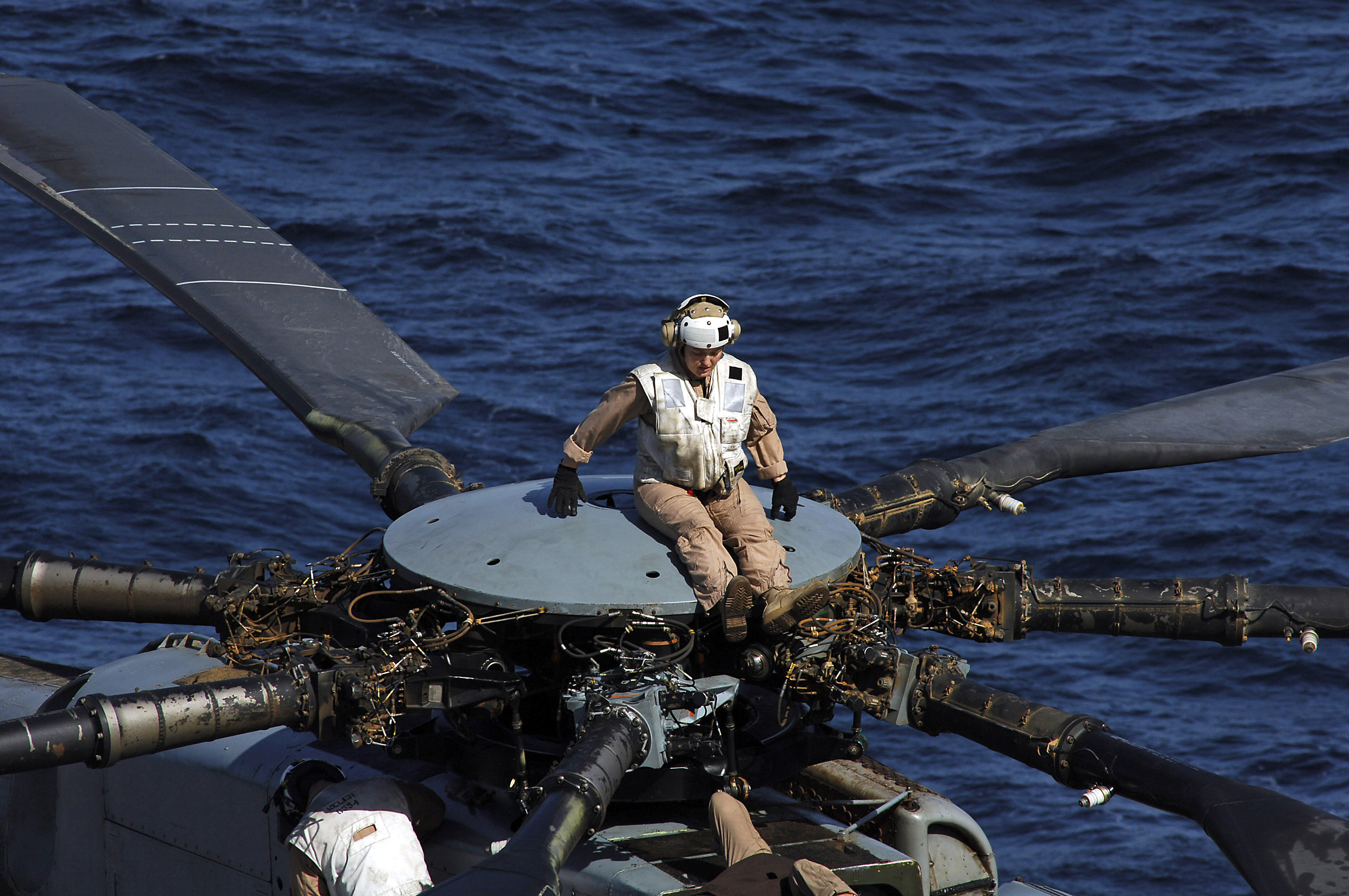
Несущий винт вертолёта CH-53

Усовершенствованный вариант CH-53D оснащен модернизированными двигателями: сначала использовались T64-GE-412, которые могли развивать мощность до 3695 л.с. (2755 кВт) каждый, затем T64-413 с еще большей мощностью до 3925 л.с. (2927 кВт). Эти более мощные двигатели, в свою очередь, потребовали использования усиленной трансмиссии. Трансмиссия состоит из редукторов двигателей, промежуточных редукторов, угловых редукторов, главного редуктора, вала и редуктора вспомогательной силовой установки, вала и углового редуктора рулевого колеса. В системе трансмиссии используются титановые сплавы. Изменения в интерьере включали установку дополнительных сидений, которые позволяли перевозить до 55 военнослужащих одновременно. CH-53D обычно вооружен 12.7 мм спаренными пулеметами M2. В последние годы службы CH-53D стал оснащаться различными средствами противодействия различным зенитным комплексам, такими как система отстрела дипольных отражателей AN/ALE-39 и устройство противодействия ракетам с инфракрасным наведением AN/ALQ-157.
Шасси вертолёта трехопорное, убирающееся, со сдвоенными колесами на опорах: передняя опора убирается назад в фюзеляж, задние опоры убираются вперед, в отсеки в боковых обтекателях. Колея шасси 3.96м, база шасси 8м. Электросистема состоит из двух изолированных цепей, одна из которых питается от генератора переменного тока, создающего напряжение 115-120В, а вторая цепь питается от генератора постоянного тока с напряжением 28В. Генераторы приводятся от главного редуктора несущего винта. Электронное оборудование включает две радиостанции, радионавигационную систему TACAN AN/ARN-52, радиолокационный опознавательный передатчик, радиолокационный высотомер AN/ARN-117. Предусмотрена установка комплексной системы бортового оборудования IHAS.
В конструкции вертолета были широко применены новые материалы: титан для конструкции втулок несущего и рулевого винтов и других элементов, стеклопластик для конструкции несиловых элементов. Вертолет отличался хорошими аэродинамическими обводами и высоким аэродинамическим качеством. На вертолете был установлен ряд международных рекордов и продемонстрирована высокая маневренность в полёте, а также выполнен ряд фигур высшего пилотажа, включая «Петлю Нестерова».

## История службы

### США

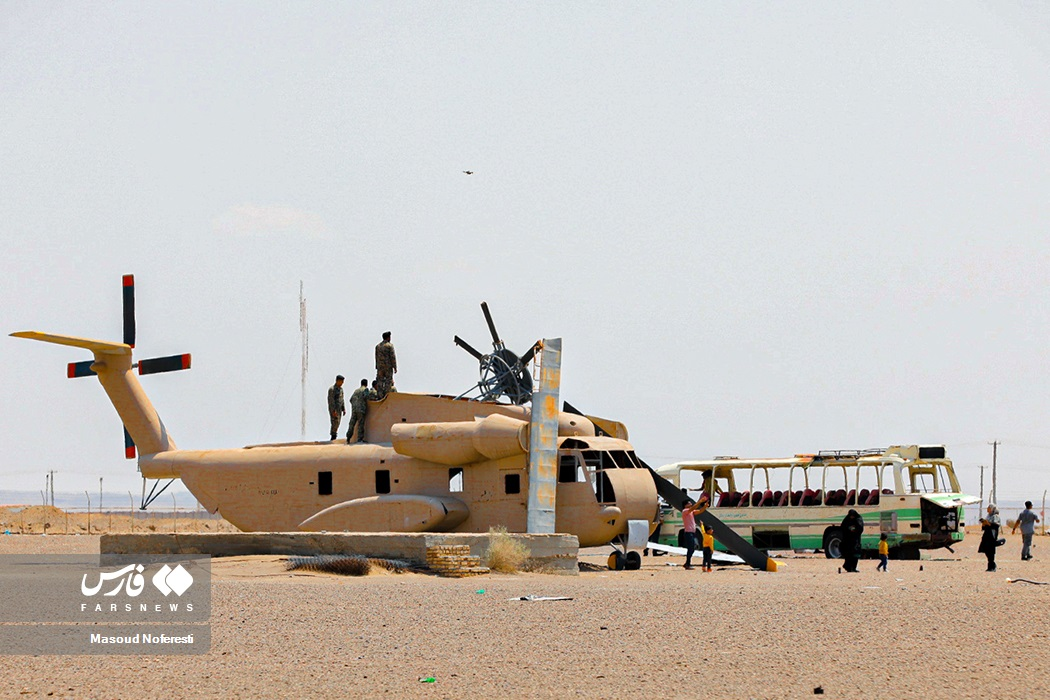
Один из потерянных в ходе проведения операции «Орлиный коготь» вертолётов RH-53D

CH-53/HH-53 активно использовался в зонах боевых действий и участвовал в различных конфликтах за время своей службы. Впервые он был использован во время войны во Вьетнаме, часто для перевозки сбитых самолетов и эвакуации лётного состава. CH-53D служил вместе с CH-53A на протяжении последней части присутствия США во Вьетнаме. Оба варианта вертолёта сыграли решающую роль в конце конфликта, осуществив эвакуацию персонала во время проведения операции «Порывистый ветер».
HH-53 Super Jolly Green Giant ВВС США был основным поисково-спасательным вертолетом в Юго-Восточной Азии в период с 1967 по 1975 год. В 1970 году он доставил группу зеленых беретов для участия в операции «Берег Слоновой Кости» по освобождению американских пленных из лагеря для военнопленных в Северном Вьетнаме недалеко от Шонтэя. Также этот вертолёт нес на борту морских пехотинцев, которые пытались спасти экипаж торгового судна «Маягуэс». Во время войны во Вьетнаме американская сторона потеряла 36 вертолётов CH-53 «Си Стэльон» всех модификаций, включая один вертолёт HH-53, сбитый северо-вьетнамским истребителем МиГ-21. 11 июля 1972 года CH-53 столкнулись с новой угрозой — ПЗРК. В тот день из ракетного комплекса Стрела-2 был сбит CH-53, наполненный южновьетнамскими коммандос. В результате крушения вертолёта более 50 коммандос погибло. Вертолёты RH-53D Sea Stallion также участвовали в операции «Орлиный коготь», которая была проведена 24 апреля 1980 года вооружёнными силами США на территории Ирана с целью спасения 53 заложников из посольства США в Тегеране. Операция закончилась полным провалом. Выбранное для посадки вертолётов место оказалось расположенным, вопреки уверениям разведки, рядом с оживлённым шоссе, в результате операция была сразу же демаскирована. Спецназовцы блокировали междугородный автобус с пассажирами и взорвали из ручного ракетного комплекса проезжавший по территории взлетной полосы иранский бензовоз, пассажир которого погиб, а водитель скрылся на попутной машине. На одном из добравшихся до базы вертолётов обнаружились проблемы с гидравликой. При проведении дозаправки один из вертолётов врезался в самолёт-заправщик EC-130E Hercules, в последующем пожаре погибло восемь членов экипажа и обе машины, после чего было решено отменить операцию и покинуть территорию Ирана. По данным Ирана столкновение было спровоцировано пролетавшим рядом истребителем ВВС Ирана. В результате в пустыне были брошены все вертолёты (после чего они перешли к иранской армии), тела погибших пилотов и других членов экипажей, вся секретная документация по проведению операции и книги радиокодов. Все выжившие участники операции были эвакуированы на оставшихся самолётах. CH-53 принадлежащие Корпусу морской пехоты США также принимали участие во время вторжения США на Гренаду в 1983 году.

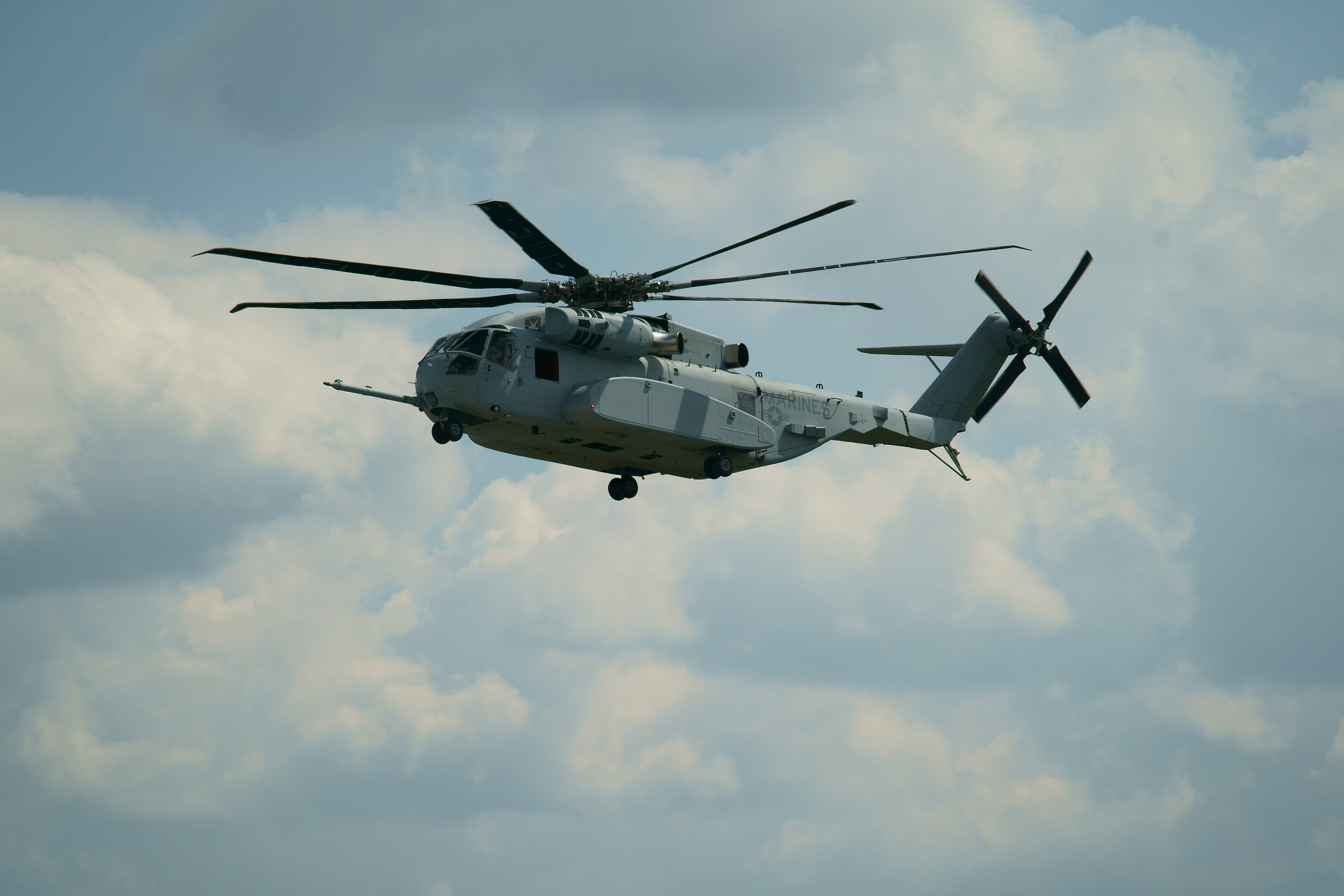
CH-53K King Stallion самый современный вертолёт семейства, призванный заменить все старые версии CH-53 в Вооруженных силах США

CH-53 эксплуатировались ВВС, Морской пехотой и военно-морским флотом во время проведения операции «Свобода Ирака». В январе 2005 года на границе Ирака и Иордании разбился американский CH-53, все из более чем 30 солдат, находившихся на борту, погибли. Он также эксплуатировался всеми тремя родами войск в при проведении операции «Несокрушимая свобода» в Афганистане.  В Афганистане было потеряно как минимум шесть вертолётов CH-53.  Именно на афганском театре военных действий в феврале 2012 года были выполнены заключительные боевые вылёты всего парка вертолётов CH-53D эксплуатируемых вооруженными сил США.
17 сентября 2007 года была развёрнута 263-я эскадрилья средних конвертопланов морской пехоты США (VMM-263), ставшая первой, в которой были развернуты конвертопланы MV-22B Osprey. «Оспри» стал основной заменой флоту вертолётов CH-53D Sea Stallion и CH-46E Sea Knight морской пехоты США, но не более мощным и тяжелым CH-53E Super Stallion, для замены которого в частях ВМС и Морской пехоты был разработан CH-53K King Stallion.
В сентябре 2011 года 463-я тяжелая вертолётная эскадрилья морской пехоты (HMH-463) заменила свои CH-53D на CH-53E. 363-я (HMH-363) и 362-я (HMH-362) эскадрильи должны эксплуатировать модели версии D до тех пор, пока эскадрильи не будут расформированы. Оба подразделения будут преобразованы в эскадрильи в составе которых будут находиться «Оспри» и King Stallion соответственно. Несколько вертолетов CH-53D будут оставлены для обучения персонала в 3-м полке морской пехоты (3rd Marine Littoral Regiment). 362-я эскадрилья списала последние CH-53D после многих лет боевой службы в августе 2012 года и окончательна вывела их из эксплуатации в ноябре 2012 года.

### Израиль
В августе 1968 года делегация ВВС Израиля посетила завод Sikorsky Aircraft в Коннектикуте в поисках информации для выбора штурмового вертолета для своих нужд. Делегация искала вертолет с увеличенной грузоподъемностью, высокоманевренный и достаточно защищенный, чтобы выдержать прямые попадания снарядов различного калибра. Представители ВВС рассматривали возможность приобретения CH-47 Chinook от Boeing или CH-53 от Sikorsky. Было признано, что последний был грузоподъемней и мощнее, чем любой другой вертолет Вооруженных сил США, и, таким образом, представлял собой серьезное достижение с точки зрения предъявляемых требований. Основываясь на опыте, полученном в напряженных боях недавно разразившейся Шестидневной войны, делегация Израиля отдала предпочтение CH-53.

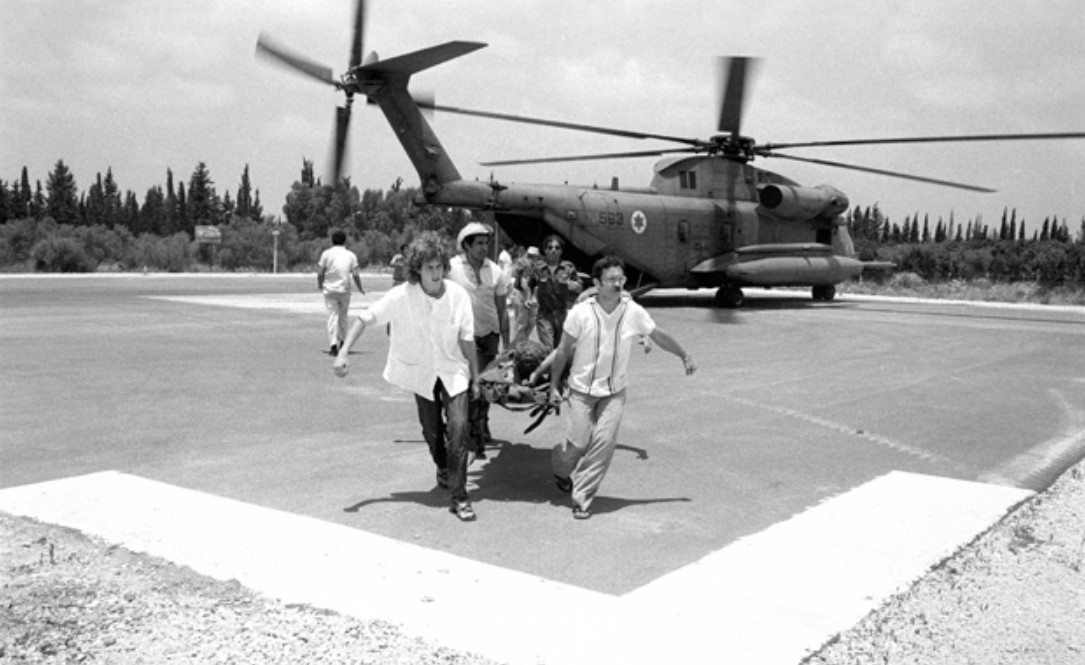
Эвакуация раненых военнослужащих с борта вертолёта CH-53 во время войны в Ливане в 1982 году

2 октября 1969 года первые вертолеты S-65C-3 (CH-53D) были доставлены в Израиль из первоначального заказа в количестве семи штук. В то время в стране шла Война на истощение, поэтому эти вертолёты были быстро отправлены в бой. Вертолёт получил еврейское название «Ясур» («Буревестник»), и в дальнейшее время в страну было поставлено еще 35 этих машин. 6 августа 1970 года была создана первая эскадрилья «Ясуров», и в течение нескольких десятилетий этот вертолёт служил основным грузовым вертолетом ВВС, и обычно использовался для перевозки как войск, так и тяжелой техники.
В 1969 году, во время Войны на истощение, вертолеты CH-53 ВВС Израиля приземлились в Египте и доставили захваченную советскую передовую радиолокационную систему обратно в Израиль для изучения израильскими учеными и инженерами (см. Операцию «Тарнеголь-53»). «Ясуры» также использовались в различных других операциях во время конфликта, в том числе для эвакуации пилота из сбитого истребителя F4 Phantom II под непрерывным огнем противника 30 июня 1970 года.
Во время войны Судного дня в 1973 году CH-53 регулярно перемещали артиллерийские орудия и перебрасывали подразделения ЦАХАЛа на различные участки фронта. Эти вертолёты также использовались для эвакуации сотен раненых солдат с поля боя, а также сбитых летчиков и их спасателей из тыла врага в Египте и Сирии. В одном из боев одиночный «Ясур» был атакован несколькими самолетами, в том числе парой МиГ-21. Получив повреждения, он все же смог вернуться на базу. 24 октября 1973 для эвакуации 20 раненых солдат в ходе провалившегося штурма Суэца, был послан вертолёт CH-53 «Ясур». Возвращаясь вертолёт «срезал» путь над третьей египетской армией и был сбит возле города Порт-Тауфик, вероятно из ПЗРК Стрела-2. Все находившиеся на борту 24 человека погибли. 19 апреля 1974 года, в ходе сражений за гору Хермон, столкнулись и разрушились два вертолёта CH-53 «Ясур». В одном вертолёте погиб весь экипаж — девять человек, во втором погибших не было.

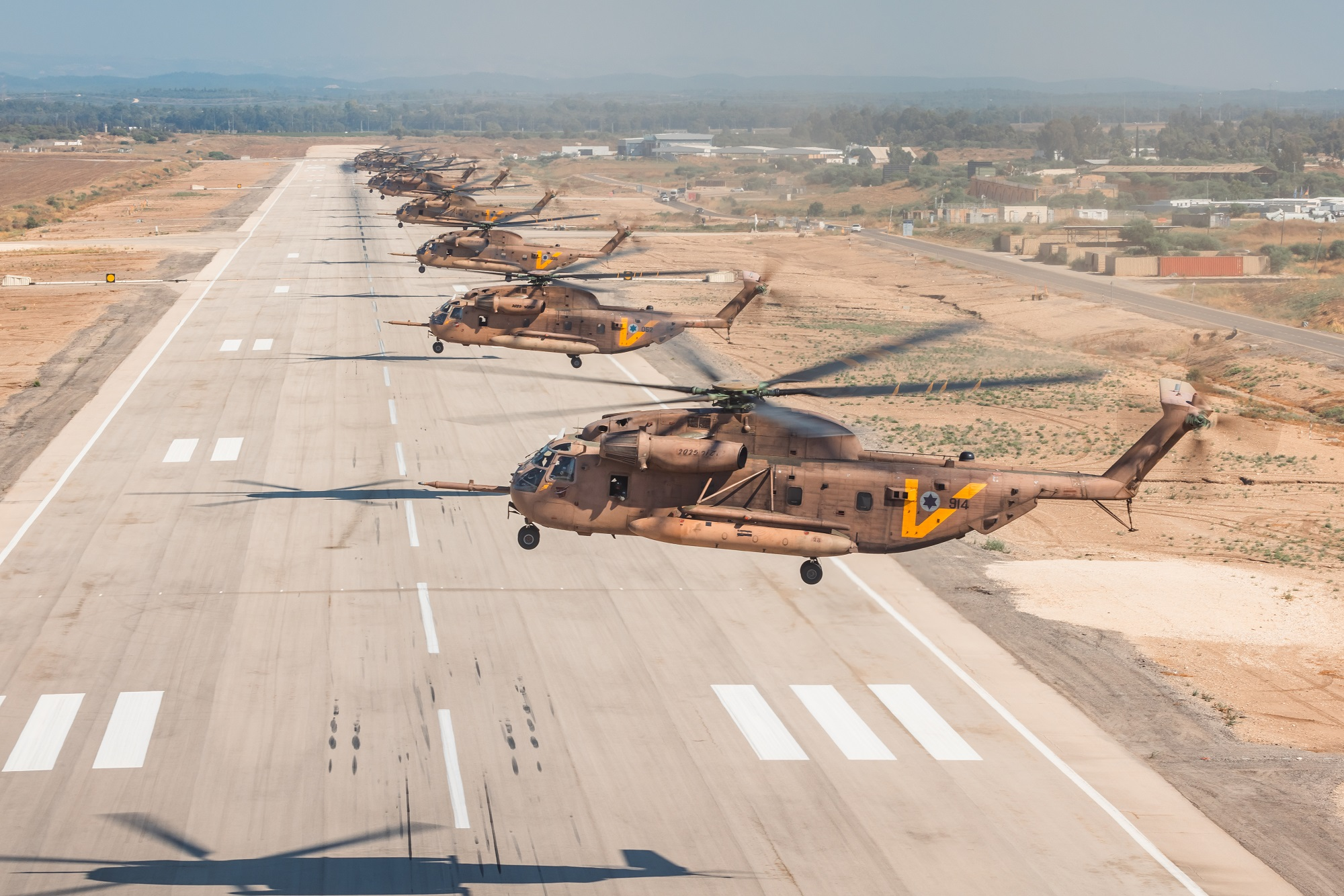
Вертолеты CH-53 118-й эскадрильи ВВС Израиля

В 1989 году несколько CH-53 использовались для тушения пожаров на горе Кармель и вокруг нее. Они совершили десятки заходов на очагами пожара, вылили на огонь около 700 тонн воды и потушили его. 8 ноября 1992 года пара CH-53 выполнила одну из самых дальних морских спасательных операций ВВС по спасению пассажиров с терпящей бедствие яхты Fantasy 2 у берегов Судана.
11 августа 2006 года, в ходе Второй ливанской войны, противотанковой ракетой был уничтожен CH-53 «Ясур», погиб весь экипаж из пяти человек. Сообщалось, что это была единственная боевая потеря израильского вертолёта CH-53 во время этого конфликта.
16 августа 2012 года ВВС Израиля временно приостановили полёты своих CH-53 после того, как у одного из них возникли проблемы в полете, которые привели к вынужденной посадке. В первоначальных отчетах говорится, что проблема была связана с лопастями несущего винта. В ноябре 2019 года полёты этих вертолётов снова были приостановлены на три недели после того, как вертолет CH-53 был полностью разрушен, когда его двигатель загорелся в полете, что потребовало аварийной посадки. Все 11 солдат из элитного подразделения коммандос «Шальдаг» ВВС Израиля и два пилота, находившиеся на борту воздушного судна, не пострадали. Впоследствии представители ВВС объяснили эту потерю неисправным релейным переключателем  и обвинили Lockheed Martin в том, что им не было сообщено о проблеме.
В 2015 году было объявлено, что Израиль планирует вывести из эксплуатации последний из своих CH-53 примерно в 2025 году. В качестве замены рассматривались CH-53K King Stallion и CH-47F Chinook, при этом для предпочтительного варианта был размещен предполагаемый заказ примерно на 20 вертолетов. В феврале 2021 года министерство обороны Израиля объявило об окончательном выборе CH-53K в качестве замены парка вертолётов «Ясур». В августе 2023 года ВМС США заключили контракт с Lockheed Martin на строительство еще восьми тяжелых вертолетов CH-53K King Stallion для Израиля, сообщила компания 24 августа. Соглашение по программе военных продаж США было частью более широкого контракта на сумму 2,7 миллиарда долларов США на производство 35 вертолетов, которые будут поставлены с 2026 года.
7 октября 2023 года, в первый день войны между Израилем и ХАМАСом и впервые за 17 лет после ливанской войны 2006 года, в ходе аналогичного инцидента ХАМАС сбил самолет ВВС CH-53 противотанковой ракетой и поразил его левый двигатель. На борту вертолёта находилось около 50 десантников (довольно необычный случай, в отличие от утвержденной ВВС максимальной вместимости в 33 военнослужащих). Пилоту удалось благополучно приземлиться в открытом поле неподалеку от кибуца Беэри, высадив членов экипажа и десантников. Затем в CH-53 попала вторая противотанковая ракета, полностью уничтожив вертолет. Все ранее находившиеся на борту пережили нападение, получив травмы легкой и средней степени тяжести.

### Иран
В 1970-е годы первая партия из шести RH-53D Sea Stallion была поставлена Императорскому флоту Ирана (IIN). После иранской революции 1979 года «Морские жеребцы» продолжили службу в переименованных ВМС Исламской Республики Иран. Они были дополнены пятью вертолётами RH-53D ВМС США, брошенными во время провальной операции «Орлиный коготь» в 1980 году. Несмотря на санкции, введенные США, которые не позволили стране приобретать запасные части и получать техническую поддержку из-за границы, Ирану, как сообщается, удалось сохранить по крайней мере часть своих RH-53D в рабочем состоянии. Этим усилиям способствовал незаконный экспорт контролируемых деталей в Иран гражданами США.

### Австрия
В 1970 году в Австрию была поставлена пара вертолетов С-65С-2 или С-65О (эквивалент варианта CH-53D, но без штанги для дозаправки в воздухе). Предназначенные в первую очередь для проведения спасательных операций в Альпах, они были приписаны к 1-му вертолетному крылу ВВС Австрии, что сделало эту страну вторым зарубежным эксплуатантом CH-53. Они имели те же спасательные подъемники, что и на варианте HH-53, а также возможность установки вспомогательных топливных баков и возможность размещения 38 человек в салоне. Хотя они хорошо зарекомендовали себя при выполнении операций на большой высоте, относительно высокие эксплуатационные расходы стали основным фактором, повлиявшим на решение Австрии продать оба винтокрылых аппарата Израилю в 1981 году.

### Германия

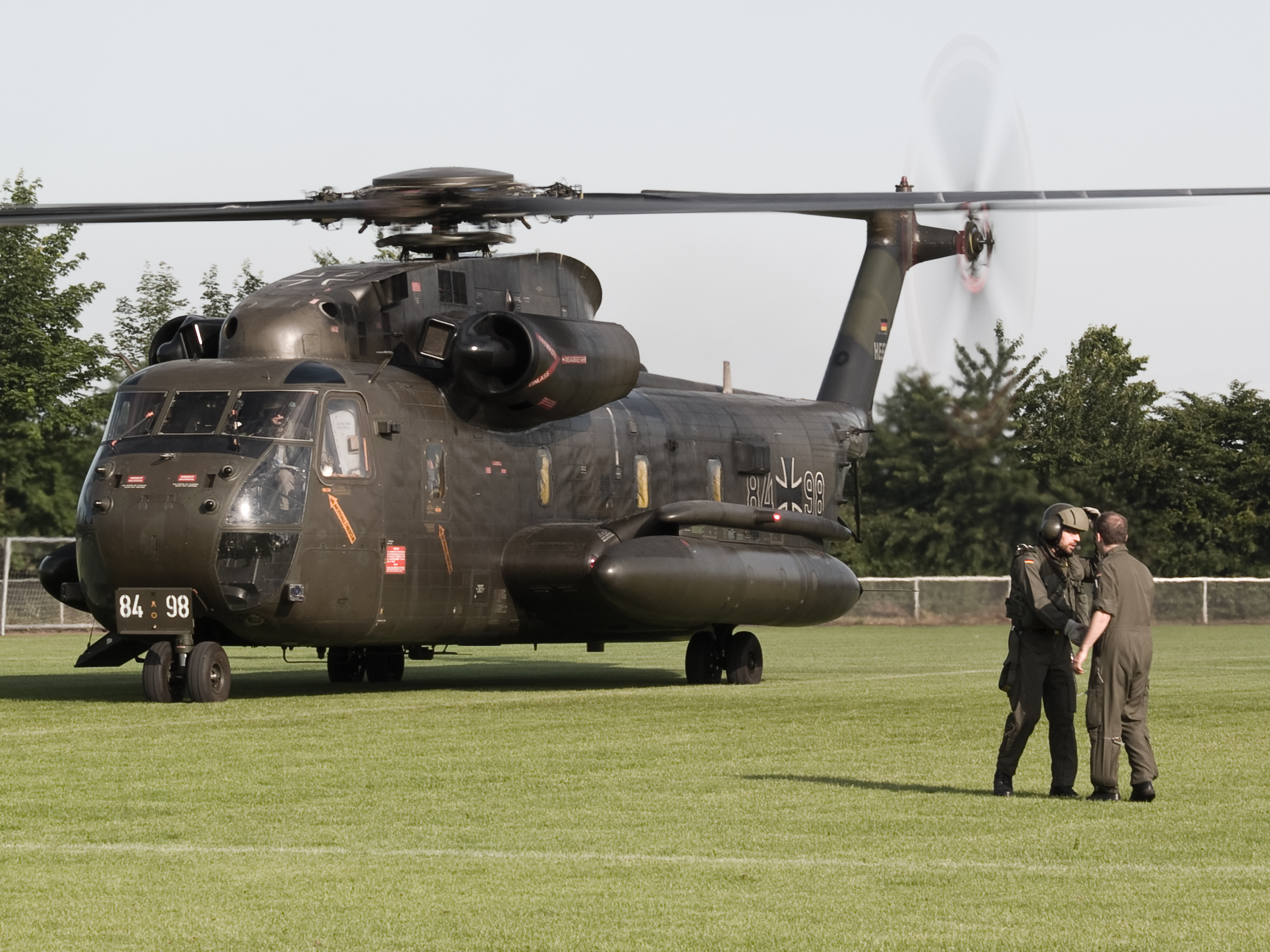
CH-53G Корпуса армейской авиации Германии

В 1966 году командование Бундесвера рассматривали CH-53 и CH-47 Chinook как замену вертолетам Piasecki H-21 и Sikorsky H-34 с первоначальной потребностью в 133 вертолетах. Закупка CH-53 была одобрена в июне 1968 года, но из-за бюджетных ограничений было заказано только 110 самолетов. После поставки в 1969 году двух предсерийных вертолетов от компании Sikorsky, серийные самолеты были построены по лицензии компанией VFW-Fokker в Шпейере в Германии. Первый вертолет CH-53G (Mittlerer Transporthubschrauber - средний транспортный вертолет) немецкого производства совершил первый полёт из Шпейера 11 октября 1971 года, и был направлен в летно-испытательный центр Вооруженных сил Германии в Манхинге 1 декабря 1971 года.
В период с 1971 по 1975 год Корпус армейской авиации Германии получил 110 вертолётов в варианте CH-53G, который являлся модификаций CH-53D. 108 вертолетов было построено в Германии компанией VFW-Fokker. Первый полет немецкого CH-53G был совершен в 1971 году, за ним в марте 1973 года последовала поставка первых машин в 35-й полк армейской авиации, а вскоре после этого в вновь сформированный 15-й полк армейской авиации базировавшийся в Райне, и 25-й армейской авиации базировавшийся в Лаупхайме.
Чтобы соответствовать все более строгим требованиям Бундесвера к транспортировки войск и техники, с 1990 года CH-53G подвергался модификациям, призванным увеличить его срок службы и улучшить эксплуатационные возможности. Эта модернизация заключалась в установке новой системы предупреждения о ракетном нападении, добавлении двух внешних топливных баков, позволяющих увеличить дальность полета до 1800 км при перевозке 36 вооруженных солдат или полезной нагрузки в размере 5500 кг, а также модернизацию авионики и приборной панели, совместимых с очками ночного видения, для возможности ночных полетов на малых высотах. К началу 2001 года все CH-53G были модернизированы компанией Eurocopter, в результате чего появились варианты GS/GE/GA. В оценки проведения зарубежных военных операций 20 вертолетов CH-53G были переоборудованы для выполнения поисково-спасательных задач на линии соевого соприкосновения. Версия CH-53GS оснащена модернизированным навигационным оборудованием, дополнительными внешними топливными баками, кабиной совмещенной с приборами ночного видения, частичной баллистической защитой, пылевыми фильтрами для защиты двигателя, средствами противоракетной обороны и дополнительным вооружением. Также оригинальные двигатели были заменены на более мощные двигатели Т64-100.
Подразделения армейского авиационного корпуса Германии выполнили широкий спектр международных миссий под эгидой НАТО и ООН, выполняя миссии по воздушной перевозке сотрудников Специальной комиссии ООН в Ираке, служа в составе международных сил под руководством НАТО, отвечающих за обеспечение стабильности в Косове, в составе cил НАТО по поддержанию мира в Боснии и Герцеговине, а также в составе Международных сил содействия безопасности в Афганистане. 1 января 2013 года все CH-53G армейского авиационного корпуса были переданы ВВС Германии и включены в состав 64-го вертолетного крыла.
В 2010-х годах Германия рассматривала варианты замены своего устаревшего парка CH-53G на такие вертолёты как CH-47 Chinook или CH-53K King Stallion. 29 сентября 2020 года министерство обороны Германии отменило программу закупок тяжелых вертолетов Schwerer Transporthubschrauber (STH) на 45–60 вертолетов после того, как эта инициатива была сочтена слишком дорогой и заявило, что решение по замене парка CH-53G будет принято после повторного рассмотрения. В 2022 году федеральное правительство объявило, что все немецкие CH-53 будут заменены на 60 вертолетов CH-47F Chinook.

### Мексика
В 2003 году Вооруженные силы Мексики приобрели у Израиля четыре вертолёта CH-53D Sea Stallion общей стоимостью 25 миллионов долларов (~ 39,7 миллиона долларов в пересчете на 2023 год). Перед поставкой в 2005 году все вертолеты были модернизированы до стандарта Yasur 2000. Из-за ограниченного бюджета только два вертолёта фактически эксплуатировались 104-й авиационной эскадрильей, а другая пара служила источником запасных частей. Их первоначальными задачами были транспортировка войск и высадка частей специального назначения, но впоследствии их основная задача была изменена на проведение спасательных операций и операций по оказанию помощи при стихийных бедствиях, и они были переведены на 8-ю авиабазу в штате Юкатан. К 2013 году все CH-53D Sea Stallion были окончательно выведены из эксплуатации.

### Гражданское использование
В 2007 году калифорнийская компания Heavy Lift Helicopters переоборудовала первый коммерческий CH-53D в противопожарную конфигурацию, которую фирма назвала Fire Stallion. Приобретя партию из шести бывших военных CH-53D, компания планировала предоставить их в аренду другим операторам. Помимо задач по тушению пожаров предусматривалось участие вертолётов в строительных работах и перевозке пассажиров. Парк вертолётов летал несколько лет, а затем они поступили на хранение в следствии нехватки компонентов.

## Варианты

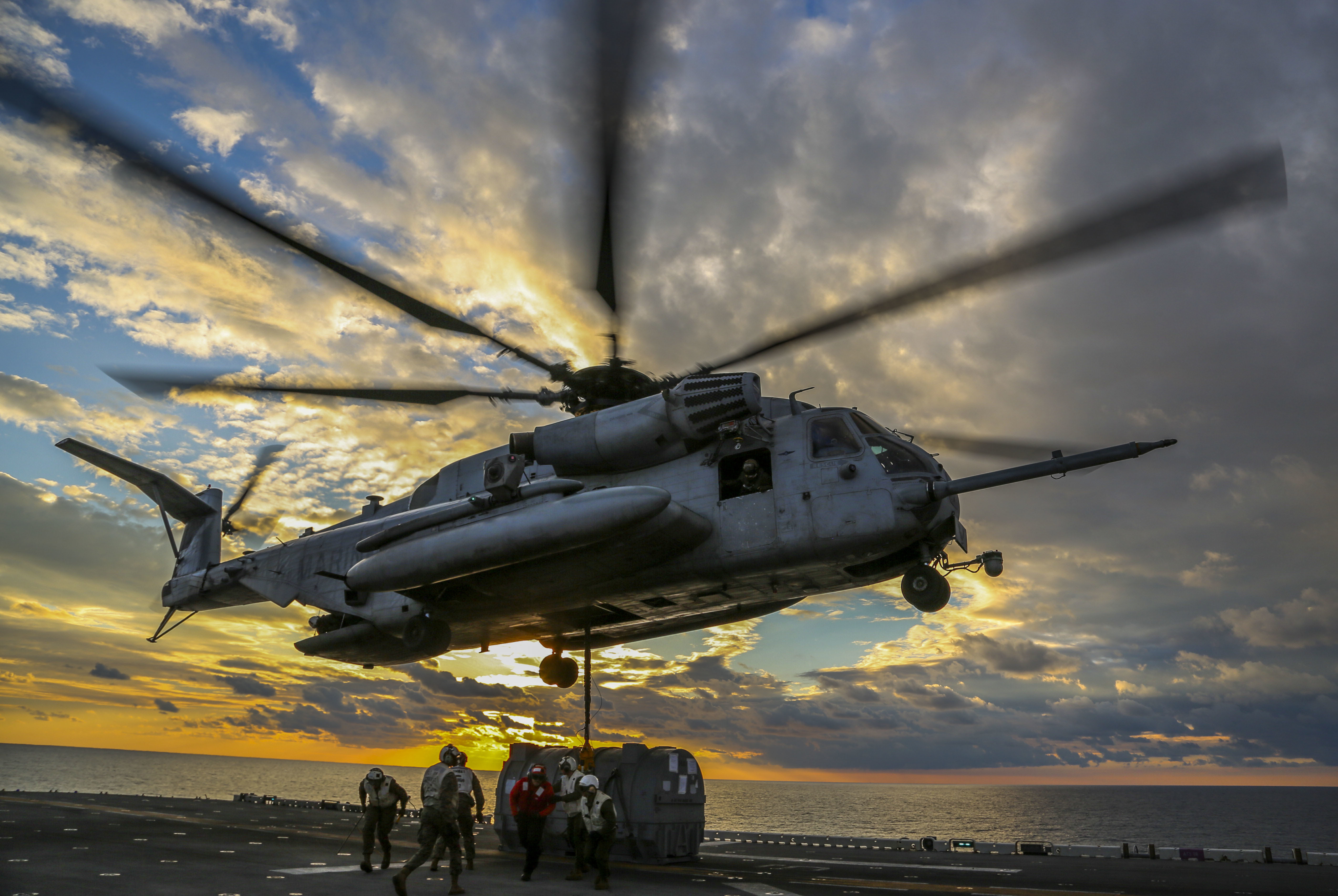
CH-53E Super Stallion, являющийся развитием и более мощным вариантом базового CH-53, за счет установки третьего двигателя, увеличения салона и других изменений

Ниже представлены варианты семейства вертолётов CH-53 - A, D, G и прочие. Для вертолёта HH-53/MH-53 см. статью Sikorsky MH53, для CH-53E см. статью Sikorsky CH-53E Super Stallion, для CH-53K, см. статью Sikorsky CH-53K King Stallion.
YCH-53A
Два предсерийных прототипа с  двумя двигателями T64-GE-3 мощностью 2850 л.с. (2130 кВт).
CH-53A
Первоначальный серийный вариант для Корпуса морской пехоты США. 139 единиц построено.
RH-53A
CH-53A с модернизированным двигателем T64-GE-413 мощностью 3925 л.с. (2927 кВт), используемый в качестве вертолета противоминной защиты для ВМС США.
TH-53A
CH-53A, с частично снятым оборудованием. Использовался для пилотов в ВВС США.
CH-53D
CH-53A с новой трансмиссией, увеличенной кабиной для размещения 55 военнослужащих и автоматическим складыванием лопастей несущего винта для удобства размещения на кораблях. Для Корпуса морской пехоты США построено 126 штук.
RH-53D
Вариант CH-53D для борьбы с минами, построенный по заказу ВМС США. Оснащен 7,62 мм пулемётами M134 Minigun для поражения морских мин и штангой для дозаправки в воздухе. 30 единиц построено для Флота США. Шесть экземпляров также были экспортированы в Иран до Иранской революции 1979 года. Эта версия вертолёта может перевозить груз массой  до 11 340 кг на внешней подвеске.
VH-53D
2 вертолёта CH-53D в VIP-комплектации, построенные для 1-й эскадрильи морской пехоты, которая специализируется на перевозке Президента США.
VH-53F
Серия из шести непостроенных вертолётов в VIP-комплектации для ВМС и КМП США.
CH-53G
Базовая версия CH-53D для Корпуса армейской авиации Германии. Внутреннее обозначение Sikorsky было S-65C-1. Всего было произведено 112 единиц, включая 2 предсерийных, 20 собранных на заводе VFW-Fokker и 90 построенных на заводе в Шпайере. По состоянию на 2007 год на вооружении находилось 89 произведенных в Германии CH-53, из них в 2014 году планировалось оставить 80 единиц. Все немецкие CH-53 получили двигатели Т64-100, поставка которых осуществлялась в три этапа. Также все вертолеты в этой версии получили возможность осуществлять полёты по приборам.
CH-53GS
20 модернизированных в  конце 1990-х годов вертолётов CH-53G. Модернизация заключалась в установке дополнительных средств бортовой противоракетной обороны, обновлении средств связи и навигации, а также в установке дополнительных внешних топливных баков. Позже они получили первую партию двигателей Т64-100 приспособленных для работы в  горах и в условиях высоких температур, которые преобладают, в частности, Афганистане. Также были установлены пулеметы MG3 и M3M.
CH-53GE

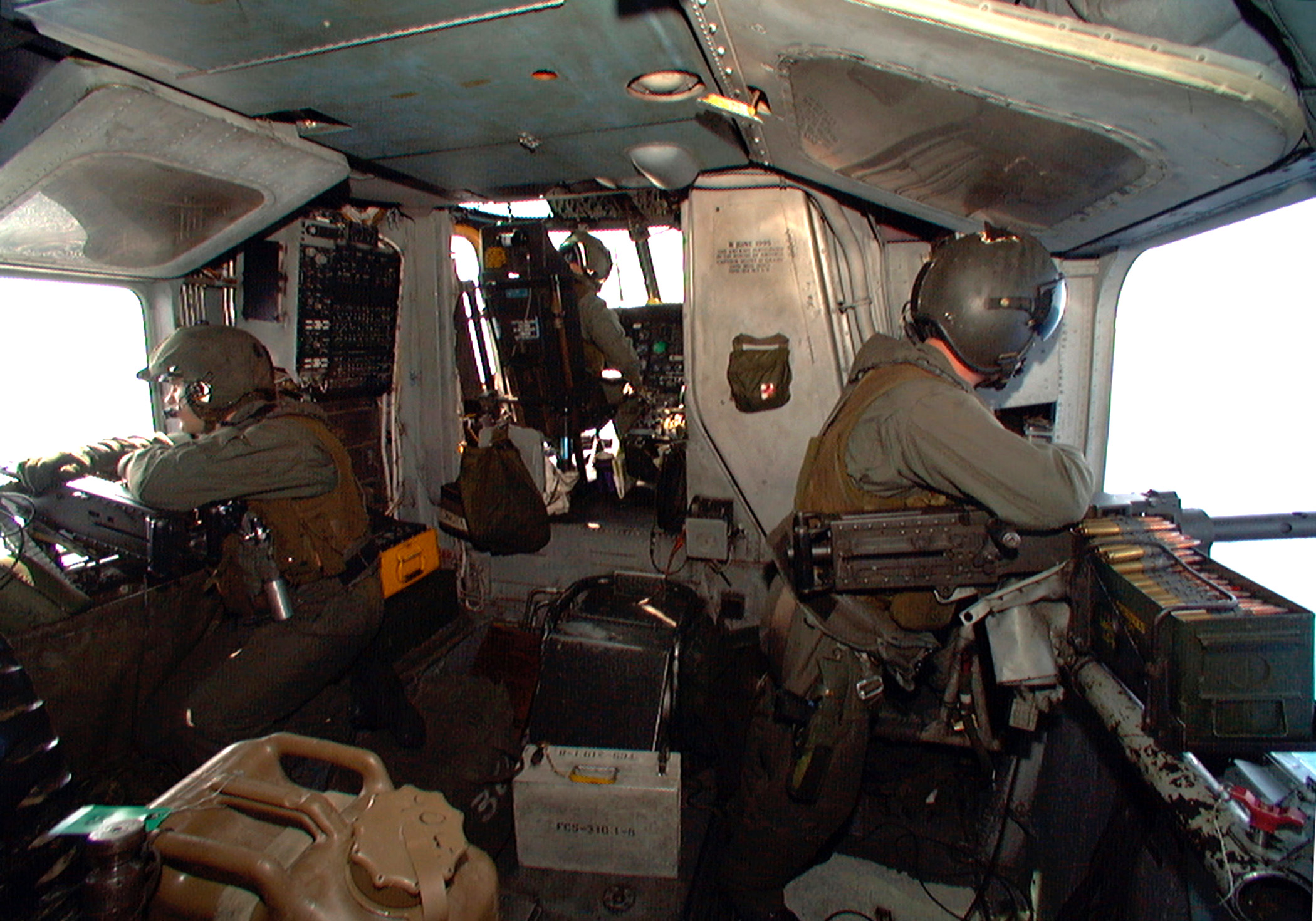
Вооруженный двумя бортовыми пулемётами M2 вертолёт CH-53D Sea Stallion Морской пехоты США во время проведения операции «Союзная сила». Македония, июнь 1999 года.

Конфигурация, основанная на возможностях поиска и спасения в боевых условиях вертолёта CH-53GS. Данный вариант ранее была известен как CH-53GSX. Кроме того, он оснащен современной электроникой, двумя внешними топливными баками, бронезащитой и пылевыми фильтрами для двигателей. Этот вариант вертолёта был заказан для поддержки развертывания немецкого контингента в Афганистане.
CH-53GA
Модернизированные 40 вертолётов CH-53G с новой кабиной экипажа, новой системой управления полетом, автопилотом, системами навигации и связи, инфракрасной камерой переднего обзора, средствами радиоэлектронного подавления и средствами противодействия ракетам. Также была предусмотрена возможность установки дополнительных топливных баков внутри грузовой кабины вертолёта. Вертолет CH-53GA успешно совершил свой первый полет в феврале 2010 года. Модернизация завершилась к 2013 году.
S-65Ö
Экспортный вариант CH-53D для ВВС Австрии. Внутреннее обозначение Sikorsky — S-65C-2. Всего было построено 2 вертолёта, впоследствии проданных Израилю.
S-65C-3
Экспортная версия CH-53D для ВВС Израиля. Версия Yasur 2000 - это вертолеты, модернизированные и улучшенные компанией Israel Aircraft Industries для продления срока службы после 2000 года. Yasur 2025 - это еще более модернизированная версия с новой авионикой и новыми коробками передач. Израиль завершил модернизацию к 2015 году и по состоянию на ноябрь 2023 года эксплуатирует 21 вертолёт «Ясур».

## На вооружении
Германия
- ВВС Германии[60]
  - 64-е вертолётное крыло (Helicopter Wing 64[англ.])

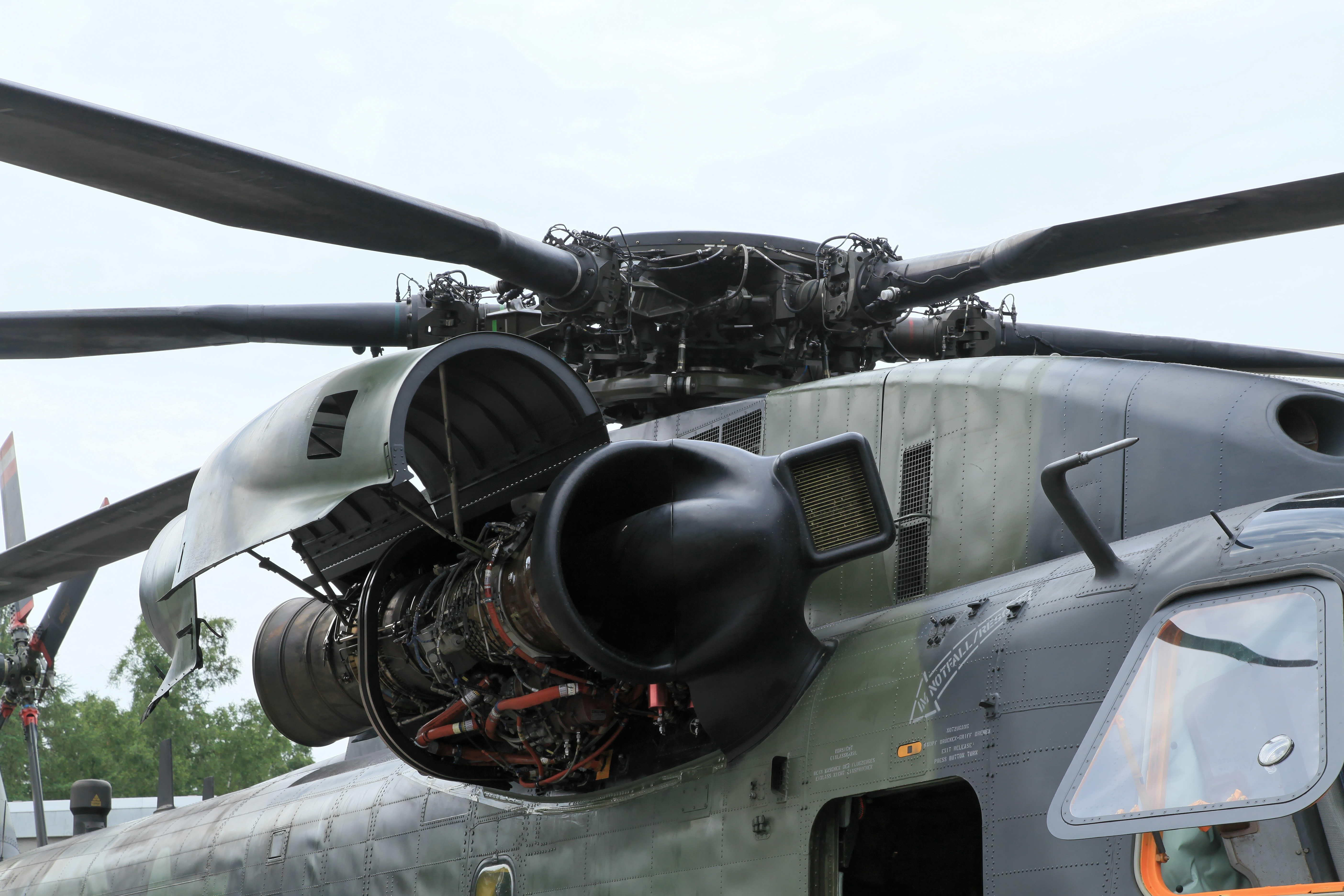
Открытый капот двигателя General Electric T64-100 вертолёта CH-53G ВВС Германии

 Израиль
- ВВС Израиля[59][60]
  - Открытый капот двигателя General Electric T64-100 вертолёта CH-53G ВВС Германии118-я эскадрилья ВВС (118 Squadron[англ.])

 Иран
- ВМС Ирана[60]

### Ранее стояли на вооружении
Австрия
- ВВС Австрии – 1970–1981 (проданы Израилю)[61]

 Германия
- Корпус армейской авиации Германии[62]
  - 15-й средний транспортный вертолётный полк – 1971-2012 (полк расформирован)
  - 25-й средний транспортный вертолётный полк (Medium Transport Helicopter Regiment 25[англ.]) – 1971–2012 (первоначально полк расформирован, позднее, в 2013 году переформирован в 64-е вертолётное крыло в составе ВВС Германии)

 Израиль
- ВВС Израиля[59][60]
  - 114-я эскадрилья ВВС "Night Leaders" (114 Squadron[англ.]) 1969 - 2023 (эскадрилья неактивна, ожидается восстановление в 2025 году с началом поставок CH-53K King Stallion)[34]

 Мексика
- ВВС Мексики[49]
  - 104-я эскадрилья – 2003-2013 (выведены из эксплуатации)

 США
- ВВС США (см. Sikorsky MH53)
- Корпус морской пехоты США[5]

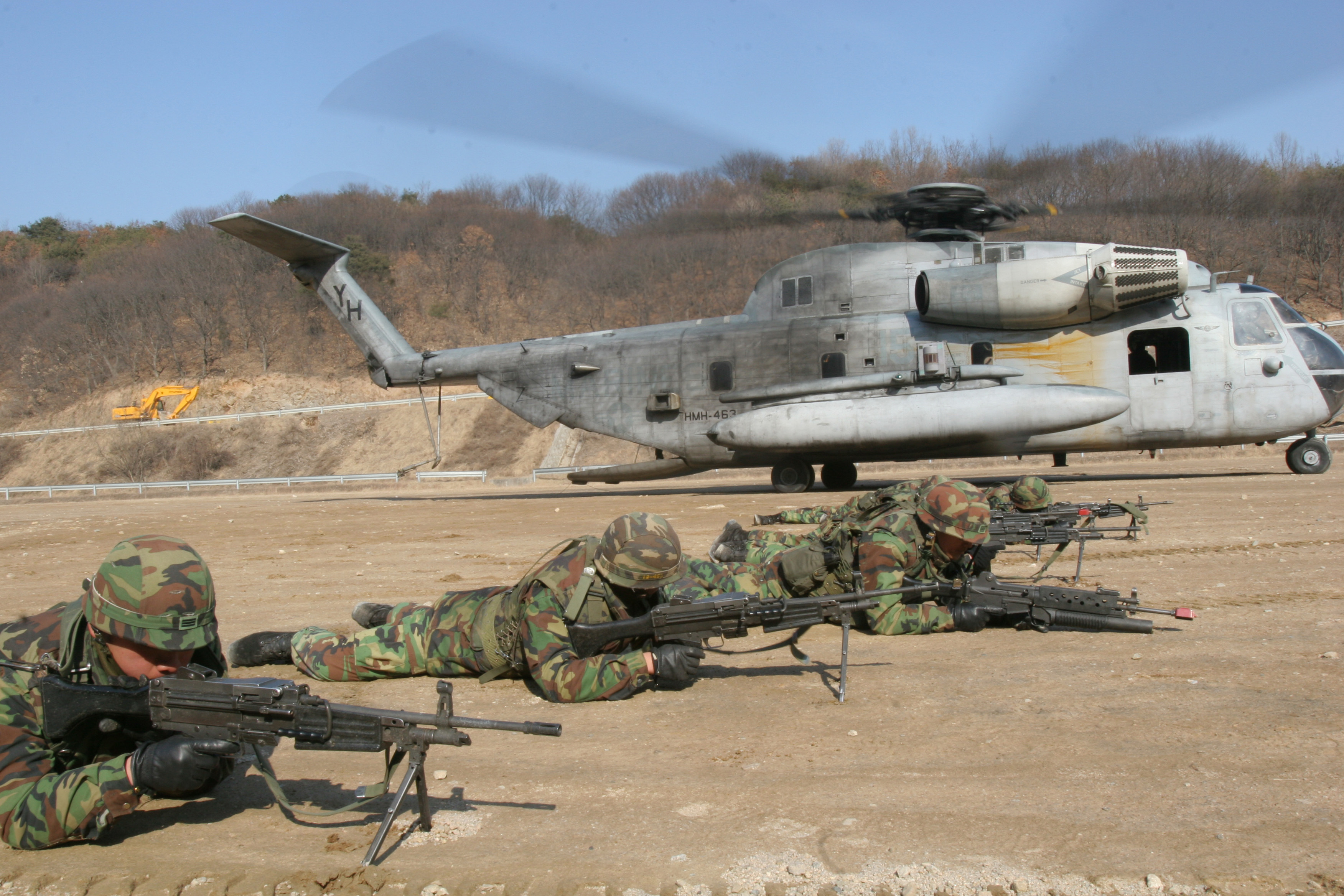
Корейские морские пехотинцы занимают позиции после высадки с вертолета CH-53 Sea Stallion во время совместных американо-южнокорейских учений Key Resolve/Foal Eagle 2008.

  - Корейские морские пехотинцы занимают позиции после высадки с вертолета CH-53 Sea Stallion во время совместных американо-южнокорейских учений Key Resolve/Foal Eagle 2008.361-я тяжелая вертолётная эскадрилья морской пехоты "Flying Tigers" (HMH-361[англ.]) – 1977–1990 (с 1990 переведена на CH-53E Super Stallion)
  - 366-я тяжелая вертолётная эскадрилья морской пехоты "Hammerheads"  (HMH-366[англ.]) – 1994–2000 (переведена на CH-53E Super Stallion, 2008-2022)
  - 461-я тяжелая вертолётная эскадрилья морской пехоты "Ironhorse"  (HMH-461[англ.])  – 1966-1988 (изначально переведена на CH-53E Super Stallion, 2008-2022, впоследствии перевооружена на CH-53K King Stallion, с 2023 по настоящее время)
  - 462-я тяжелая вертолётная эскадрилья морской пехоты "Heavy Haulers" (HMH-462[англ.]) – 1965–1992 (с 1992 переведена на CH-53E Super Stallion)
  - 769-я тяжелая вертолётная эскадрилья морской пехоты "Titan" (HMH-769[англ.])  – 1971–1990 (изначально переведена на RH-53D Sea Stallion, 1990–1996, впоследствии перевооружена на CH-53E Super Stallion, 1996-2008, в 2026 ожидается перевооружение на CH-53K King Stallion)
  - 772-я тяжелая вертолётная эскадрилья морской пехоты "Flying Armadillos" (HMH-772[англ.]) – 1991–2000 (с 2000 переведена на CH-53E Super Stallion)
  - 302-я тяжелая вертолётная учебная эскадрилья морской пехоты "Phoenix" (HMHT-302[англ.]) – 1987–1995 (обучение экипажей и авиатехников производилось на CH-53 до 1995, после этого обучение проводится только на CH-53E Super Stallion)

## Тактико-технические характеристики
Приведенные характеристики соответствуют модификации CH-53D.
Источник данных: DEPARTMENT OF THE NAVY -- NAVAL HISTORICAL CENTER 

Технические характеристики
- Экипаж: 3 пилота
- Пассажировместимость: 38 солдат или 24 раненых на носилках
- Грузоподъёмность:  
  - нормальная: 3629 кг
  - максимальная: 5780 кг
- Длина: 26,88 м
- Длина фюзеляжа: 20,47 м
  - сложенный: 17,22 м
- Диаметр несущего винта: 22,02 м
- Диаметр рулевого винта: 4,88 м
- Ширина фюзеляжа: 4,72 м (по спонсоны)
- Высота: 5,22 м (по несущий винт)
- Площадь, ометаемая несущим винтом: 380,73 м²
- Профиль крыла: NACA.0011 mod (лопасть несущего винта)
- База шасси: 8,31 м
- Колея шасси: 3,96 м
- Масса пустого: 10 717 кг
- Масса снаряжённого: 14 680 кг
- Нормальная взлётная масса: 16 644 кг
- Максимальная взлётная масса: 19 051 кг
- Объём топливных баков: 2416 л (в спонсонах)
  - дополнительные баки в кабине: 5 × 1136 л
- Масса топлива во внутренних баках: 1968 кг
  - максимальная с дополнительными баками в кабине: 6594 кг
- Силовая установка: 2 × турбовальных General Electric T64-GE-413
- Мощность двигателей: 2 × 3925 л. с. (2 × 2887 кВт (взлётная))
- Габариты кабины
  - Длина: 9,14 м
  - Ширина: 1,98 м
  - Высота: 2,29 м

Лётные характеристики
- Максимальная скорость: 307 км/ч
- Крейсерская скорость: 228—278 км/ч
- Боевой радиус: 185 км
- Практическая дальность: 422 км
- Перегоночная дальность: 1641 км
- Практический потолок: 5105 м
- Статический потолок: 2195 м (на максимальной мощности)
- Скороподъёмность: 12,5 м/с (на максимальной мощности)
- Вертикальная скороподъёмность: 8,84 м/с
- Нагрузка на диск: 43,7 / 98,9 кг/м² (при нормальной / максимальной взлётной массе)

Вооружение
- Стрелково-пушечное: 2 — 3 × 7,62 мм шестиствольных пулемёта GAU-2B/A «Миниган» (опционально)

## Аварии и катастрофы

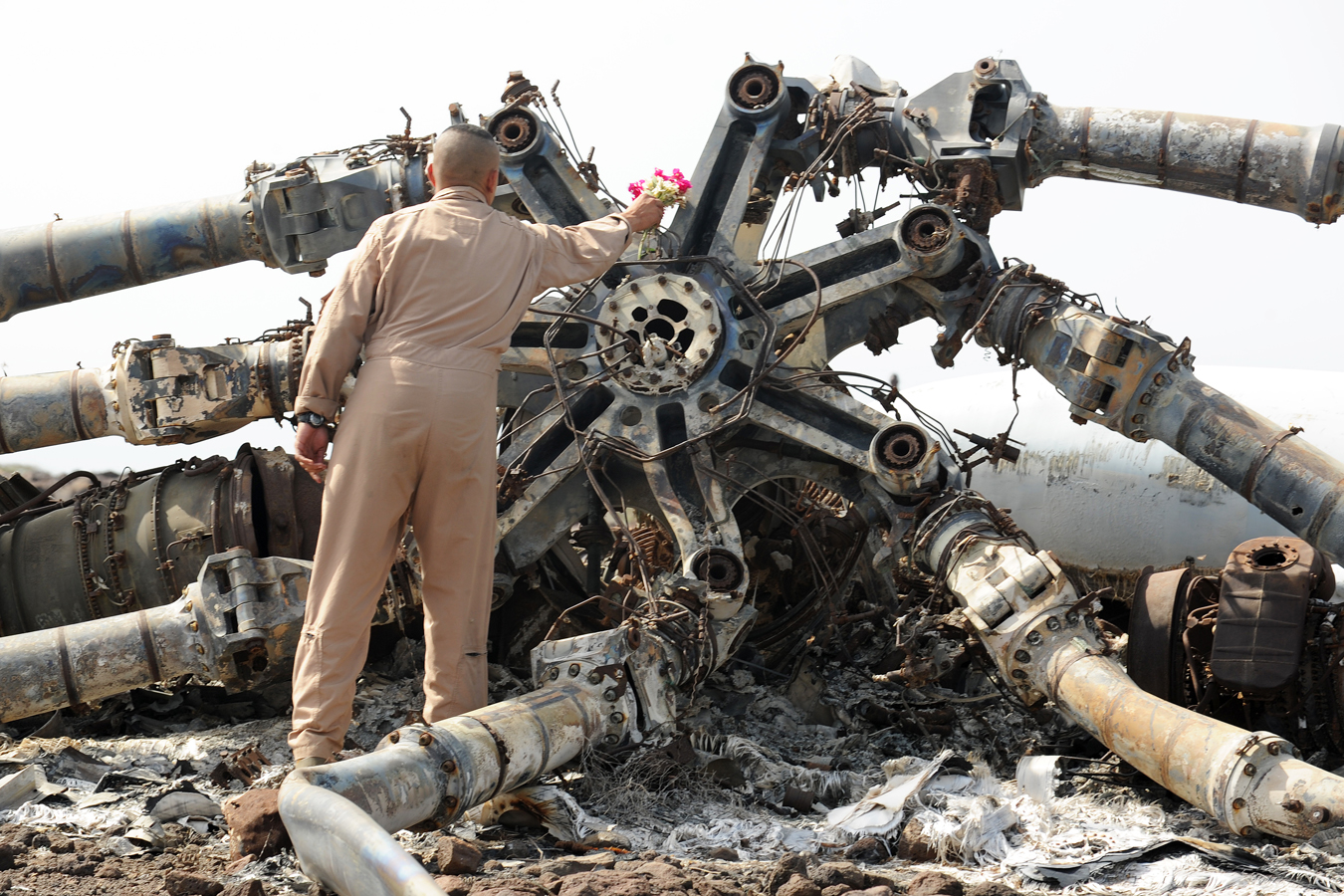
Обломки упавшего CH-53 на вершине плато Гордория у северного побережья Джибути

- Обломки упавшего CH-53 на вершине плато Гордория у северного побережья Джибути23 июня 1967 г. вертолёт Корпуса морской пехоты США CH-53A столкнулся в воздухе с вертолётом UH-1B армии США при взлете с базы морской пехоты Кэмп-Лежен, все 20 морских пехотинцев на борту CH-53A погибли вместе с двумя находящимися  на борту UH-1B[64].
- 10 мая 1977 года вертолёт ВВС Израиля влетел в холм в Синае. В результате крушения 54 человека погибло[65].
- В 2006 году два CH-53 разбились в Аденском заливе.
- В январе 2012 года во время крушения вертолёта CH-53 Sea Stallion в южной части Афганистана погибло 6 американских морских пехотинцев[66].
- 8 января 2014 года вертолёт ВМС США MH-53E «Sea Dragon» с пятью членами экипажа на борту разбился у американского города Норфолк. Четверых человек спасли из океана, двое из них впоследствии скончались. Поиски пятого члена экипажа не увенчались успехом[67].
- 14 января 2016 года два вертолёта CH-53 Sea Stallion столкнулись в районе острова Оаху; на каждом вертолете летели по шесть человек[68].
- 11 октября 2017 года вертолет CH-53 совершил аварийную посадку в жилом районе недалеко от военной базы США «Футемма» в префектуре Окинава, вертолет серьёзно повредил фюзеляж и загорелся сразу же после приземления[69].
- Апрель 2018: CH-53 Sea Stallion потерпел крушение в США на границе с Мексикой; известно о четырёх жертвах катастрофы, военнослужащих Корпуса морской пехоты[70].
- 26 Ноября 2019: в Израиле, в результате возгорания двигателя потерпел крушение CH-53 «Ясур» с 3 членами экипажа и 11 военнослужащими на борту. Пилотам удалось посадить вертолет в поле возле киббуца Бейт-Кама (между Беэр-Шевой и Кирьят-Гатом). После посадки вертолет взорвался, но благодаря тому что пилот очень быстро посадил вертолет после обнаружения возгорания (с момента, когда обнаружилась неисправность в двигателе до приземления прошло 42 секунды) всем находившимся на борту удалось вовремя покинуть вертолет и обошлось без жертв[71].
- 3 сентября 2020 года в 14:00 CH-53E КМП США загорелся и был уничтожен после аварийной посадки в Снидс-Ферри[англ.] Северной Каролины. Экипаж успел покинуть вертолёт[72][73].
- 6 февраля 2024 года в 22:43 CH-53E Super Stallion, приписанный к 361-й эскадрилье[англ.] КМП США, разбился к западу от Пайн-Вэлли[англ.], в национальном лесу Кливленд[англ.]. Все 5 морпехов, находившихся на борту, погибли[74][75].